# Чубатий Володимир
о. Володимир Чубатий (10 січня 1895, хутір Гаї Ходорівські — 7 травня 1949, м. Воркута, Комі АРСР) — церковний діяч, священник УГКЦ, адміністратор і парох с. Шупарка (1930—1946). Декан Кудринецького деканату Станиславівської єпархії УГКЦ (1940—1946). Слуга Божий.

## Життєпис
Народився 10 січня 1895 року на хуторі Гаї Ходоровські біля Тернополя (нині належить до с. Байківці Тернопільського району) у багатодітній сім'ї Луки Чубатого і його дружини Анни з роду Сатурських. У 1914 році закінчив Тернопільську українську гімназію. У 1917—1921 роках навчався в Духовній семінарії у Львові, після закінчення якої 30 жовтня 1921 року одружився із Мартою Сеньківською, а 4 грудня того ж року отримав священичі свячення з рук владики Йосифа Боцяна у семінарійній церкві Святого Духа у Львові.
Душпастирську працю розпочав у с. Великий Глибочок біля Тернополя, потім коротко був сотрудником в с. Грабовець (до 1923), теж коло Тернополя. У 1924 році перейшов на парохію с. Кам'янки Скалатського повіту, а через рік отримав призначення на парохію с. Присівці Зборівського повіту, де працював до 1930 року. У 1930 році перевівся до Станиславівської єпархії і отримав парохію в селі Шупарка Борщівського повіту. У 1940 році о. Володимир став деканом Кудринецького деканату. Майже чудом вдалося йому уникнути арешту в перші дні війни і залишитись живим. У 1945 році енкаведисти погрожували отцю жорстокою розправою. На одній із проповідей наприкінці 1945 року отець прилюдно сказав: «Одна лиш смерть може звільнити мене від присяги, яку я зложив Богові і нашому Митрополитові».
19 січня 1946 року отець Володимир Чубатий був заарештований і перевезений до Чортківської тюрми. Суд відбувся 5 квітня 1946 року, де його засудили на 15 років каторжних робіт. Восени 1946 року з Дрогобицької тюрми був вивезений у Казахстан у м. Джезказган, а в 1947 році — до Воркути, де помер 7 травня 1949 року. Похоронений на тюремному цвинтарі.

### Беатифікаційний процес
Від 2001 року триває беатифікаційний процес прилучення о. Володимира Чубатого до лику блаженних.

## Зауваги
1. ↑  Дата народження подається за: ЦДІАУЛ, ф. 201, оп. 1в, спр. 979: Особові справи священиків Чепіля Семена, Червінського Івана, Чубатого Володимира, Чумака Іларіона, арк. 39. — Свідоцтво народження і хрещення Володимира Чубатого.